# رامیریکی
رامیریکی (انگلیسی: Ramiriquí) نام شهری در کشور کلمبیا است.